# Laxenecera nigrociliata
Laxenecera nigrociliata är en tvåvingeart som beskrevs av Hermann 1919. Laxenecera nigrociliata ingår i släktet Laxenecera och familjen rovflugor. Inga underarter finns listade i Catalogue of Life.